# Episodi di Reno 911! (quinta stagione)
La quinta stagione della serie televisiva Reno 911! è stata trasmessa in anteprima negli Stati Uniti d'America da Comedy Central tra il 16 gennaio 2008 e il 10 luglio 2008.
In Italia è stata trasmessa su Comedy Central dal 18 gennaio al 14 febbraio 2024.
| nº | Titolo originale            | Titolo italiano                               | Prima TV USA     | Prima TV Italia  |
| -- | --------------------------- | --------------------------------------------- | ---------------- | ---------------- |
| 1  | Jumping the Shark (Part 2)  | Il salto dello squalo                         | 16 gennaio 2008  | 18 gennaio 2024  |
| 2  | Tommy Hawk                  | Tommy Hawk                                    | 23 gennaio 2008  | 19 gennaio 2024  |
| 3  | Kevlar for Her              | Giubbino antiproiettile per signore           | 30 gennaio 2008  | 26 gennaio 2024  |
| 4  | Mayor Hernandez             | Il sindaco Hernandez                          | 6 febbraio 2008  | 23 gennaio 2024  |
| 5  | Coconut Nut Clusters        | Dolcetti al cocco                             | 13 febbraio 2008 | 24 gennaio 2024  |
| 6  | Back in Black               | Nero su bianco                                | 20 febbraio 2008 | 25 gennaio 2024  |
| 7  | Undercover at Burger Cousin | Operazione Burger Cousins                     | 27 febbraio 2008 | 30 gennaio 2024  |
| 8  | The Wall                    | Il muro                                       | 5 marzo 2008     | 31 gennaio 2024  |
| 9  | Death of a Pickle-Thrower   | Le ultime ore della mangiatrice di cetriolini | 22 maggio 2008   | 13 febbraio 2024 |
| 10 | Baghdad 911                 | Addestramenti particolari                     | 29 maggio 2008   | 7 febbraio 2024  |
| 11 | The Tanning Booth Incident  | Incidente al solarium                         | 5 giugno 2008    | 14 febbraio 2024 |
| 12 | Strong Sister               | Ragazza fiera e forte                         | 12 giugno 2008   | 6 febbraio 2024  |
| 13 | Wiegel's Dad Returns        | Il ritorno del padre prodigo                  | 19 giugno 2008   | 2 febbraio 2024  |
| 14 | Junior Runs for Office      | Junior si candida                             | 26 giugno 2008   | 1º febbraio 2024 |
| 15 | Undercover Acting Coach     | Il coach delle missioni in incognito          | 3 luglio 2008    | 9 febbraio 2024  |
| 16 | The Parade (Part 1)         | La parata                                     | 10 luglio 2008   | 8 febbraio 2024  |